# Converso
Een converso was een jood die in Spanje of Portugal, veelal gedwongen, bekeerd was tot het katholicisme. De joden zelf spreken van anusim, gedwongenen. De oorsprong van het begrip ligt in de 14e-15e eeuw, maar strekt zich - bij uitbreiding - uit tot de geschiedenis van de 20e eeuw.
Deze bekering tot het katholicisme vond vaak plaats onder bedreiging, politieke druk en door discriminatie. Ze werden met de beledigende term marranos (maranen) aangeduid: het woord marrano betekent in het Spaans viezerik of varken. Tegenwoordig wordt het woord in Spaanstalige landen nog steeds in deze betekenis gebruikt. Al in 1380 onder Johan I van Castilië werd het gebruik van dit soort woorden om joden aan te duiden verboden. Het woord wordt door joden als zeer kwetsend ervaren, omdat voor hen het varken een onrein dier is.
In de Spaanse Nederlanden werd ook het scheldwoord spekjood gebruikt, om aan te geven dat de joden hun omgeving trachten te misleiden door in het openbaar varkensvlees te eten .

## Spanje

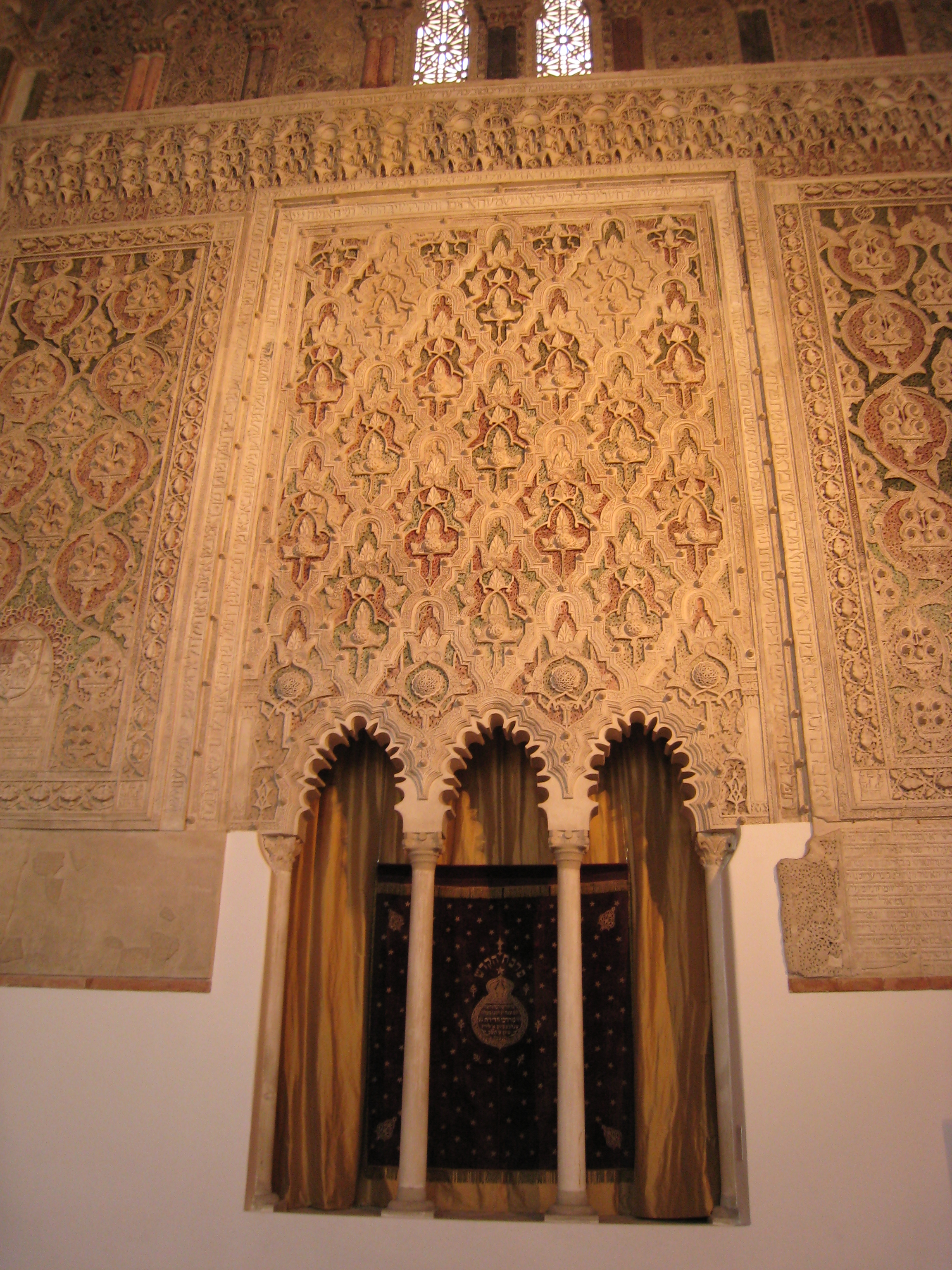
Synagoge in Toledo, Spanje

### Wat voorafging
De joodse bevolking was al vanaf de 2e eeuw na Chr. op het Iberisch Schiereiland prominent aanwezig. Er hebben verschillende factoren meegespeeld waardoor de aversie tegen de Joodse bevolking - nochtans zeer algemeen verspreid in de hele middeleeuwse christelijke wereld - culmineerde in Spanje:
- De Visigoten begonnen in de 7e eeuw na Chr. met een erosie van de joodse rechten.
  - Ze mochten geen land bezitten.[2]
  - vooral toen koning Reccared I zich bekeerde tot het katholieke geloof in 587.
  - In 616 (onder koning Sisebut) werden de joden gedwongen te kiezen tussen doop of ballingschap. Volgens de katholieke autoriteiten bekeerden zich 90 000 joden tot het katholicisme[3]
- Het Iberisch Schiereiland kende een Moorse bevolking vanaf 711 tot in 1492. Er begon een bloeitijd voor de Spaanse Joodse bevolking. Eeuwenlang leefden moren, joden en christenen lange perioden vreedzaam naast elkaar, de convivencia.
- De Spaanse Joodse bevolking was omvangrijker dan elders in Europa. Schattingen geven aan dat tot 10% van de Spaanse bevolking Joods was (ca. 200 000), in tegenstelling tot bv. 5000 joden in England in 1290 (toen dat land als eerste al zijn Joodse inwoners verdreef).

In de nasleep van de kruistochten, was heel Europa overspoeld door Jodenhaat, vermomd als christelijke vroomheid.:
- jaloezie: de middenstand en (lagere) adel konden de vooraanstaande positie van de joden maar matig waarderen. Hun groeiend maatschappelijk belang werd met steeds meer wantrouwen bekeken.
- de Vaticaanse geloofsijver: haar gelovigen moesten beschermd worden tegen de vermeende kwade invloeden van de joden, die godsmoordenaars werden genoemd. 
  - Het derde Lateraans concilie (1179) bepaalde dat de joden apart moesten gaan wonen van de katholieken
  - Het vierde Lateraans concilie (1215) besloot dat joden zich aan een aantal regels moesten houden, zoals herkenbaarheid als jood, verbod om openbare ambten te bekleden
- In 1256 vinden we antisemitische wetten terug in het 7° deel van Las Siete Partidas, een codificatie van het middeleeuwse recht, onder Alfonso X van Castilië.
- In 1348 kregen ze kracht van wet onder koning Hendrik II van Castilië. Er werd bevolen weliswaar de joodse godsdienst met rust te laten, maar de joden zelf werden aan zeer strenge regels onderworpen; alle mogelijke interacties tussen joden en katholieken werden zwaar bestraft.
- Toen de Zwarte Dood als vermeende gesel Gods in het midden van de 14e eeuw ongeveer een derde van de (West)-Europese bevolking had gedood, was de schrik en de angst groot. Het gerucht verspreidde zich dat de pest kwam doordat bronnen door de joden zijn vergiftigd.[5]

Een aantal voorafgaande incidenten kondigden de grote antisemitische pogroms van 1391 aan:
- Op het concilie van Vienne (1311-1312) werd de tolerantie tegenover de joden en muzelmannen in Spanje streng veroordeeld.
- Peter de Wrede was tolerant t.o.v. de joden, maar zijn halfbroer Hendrik van Trastamara bestreed ze hevig, tijdens hun strijd om de macht. Bij de bevrijdingsactie van Blanche van Bourbon in Toledo in 1355, liet Hendrik er een kleiner joods getto plunderen, en deed een poging om de grote joodse buurt te plunderen, maar Peter verhinderde dit.
- Bij de invasie van Castilië in 1360 door Hendrik van Trastamara (gesteund door Peter IV van Aragon) tegen zijn eigen halfbroer Peter de Wrede, liet hij bij het naderen van Najara een plundering van de joodse wijk toe.
- In 1366 plunderden Bertrand du Guesclin (de bondgenoot van Hendrik van Trastamara) en zijn huurlingen de joodse getto's. Sommige wijken slaagden erin zich vrij te kopen, maar velen konden het losgeld niet betalen en werden afgeslacht. Velen namen de vlucht naar Parijs.
- In 1369 verloren de joden Peter de Wrede, hun beschermheer, toen die vermoord werd door Hendrik van Trastamara op het einde van de Castiliaanse Burgeroorlog. Hendrik was nu de onbetwistbare leider van Castilië.

### Antisemitische pogroms (1391)
Na een periode van relatieve rust tijdens de eerste eeuwen van de Reconquista, vonden er een reeks anti-Joodse pogroms plaats in 1391.
Door de plotse dood van Johan I van Castilië in oktober 1390 - op het ogenblik dat zijn zoon Hendrik III elf jaar was - werd Ferrand Martínez (aartsbisschop van Écija en fanatiek Jodenhater) een belangrijke machtsfactor in Castilië. Reeds vele jaren pleitte hij van de kansel voor uitzetting van de joden en de afbraak van de 23 synagogen in Sevilla.
De plunderingen, moorden en vernielingen begonnen op 4 juni 1391 in Sevilla, op 20 juni werden de joden van Toledo gelyncht, op 6 juli was Valencia aan de beurt en een maand later Barcelona. Het geweld sloeg tevens over naar de Balearen (met hun grote en langdurige joodse aanwezigheid). Tot in de herfst van 1391 teisterde deze volkswoede het Iberisch schiereiland. Het lakse optreden van o.m. de Castiliaanse overheid wees op een zeker gedoogbeleid t.o.v. deze incidenten. Enkel de autoriteiten in Granada en in Portugal slaagden er in hun joodse gemeenschappen te beschermen tegen de volkswoede.
De gerenommeerde joodse filosoof en leraar Hasdai Crescas (c.1340-1410/11) was ooggetuige van deze gebeurtenissen:
.... Met bogen en katapulten trok de menigte ten strijde tegen de Joden die in de Citadel bijeen waren gekomen, waarbij ze hen sloegen. Velen heiligden de naam van God [d.w.z. stierven voor de joodse godsdienst], onder hen mijn eigen enige zoon, een onschuldig bruidslam. ... Sommigen doodden zichzelf, anderen sprongen van de toren ... maar al de rest bekeerde zich. ... En, vanwege onze zonden, vandaag is er niemand in Barcelona die Israëliet wordt genoemd...
In deze brief uit Saragossa van 19 oktober 1391 aan de joodse gemeenschap in Avignon, wordt voor de allereerste keer melding gemaakt van een volstrekt nieuw fenomeen : de converso.
Doordat omliggende landen al eerder joden hadden uitgestoten, zoals Engeland in 1290, Frankrijk in 1306 en in 1394, zagen vele joden geen toekomst meer voor hun geloof en lieten zich massaal dopen tot het katholicisme om zo aan de dood te ontsnappen. Prominente joden gingen hierin voor en hun gemeenschappen volgen hen daarin:
- Samuel Abrabanel in Toledo
- Joseph Abarim en Samuel Abravalla in Valencia

Velen volgden hen in het doopsel, maar anderen vluchtten massaal naar Portugal. en de Noord-Afrikaanse kustgebieden (voornamelijk Marokko). Een groot aantal vluchtten ook naar de Aragonese bezittingen over de zee (Sicilië, Sardinië en Napels).

### Antisemitische preken (1412)
De dominicaan Vincent Ferrer voerde vanaf 1412 campagne om joden zich te laten bekeren, waarbij hij synagogen binnendrong. Zijn preken leidden tot Jodenvervolgingen. Ook het Dispuut van Tortosa (1413-1414), een geargumenteerde discussie tussen joden en christenen, dat door Tegenpaus Benedictus XIII werd verordonneerd en waarin de converso Gerónimo de Santa Fe (voorheen Joshua Haloriki) de leiding had, pakte slecht uit voor de joden. Er volgden opnieuw bekeringscampagnes en de instelling van anti-Joodse wetten.
De conversos waren onderling sterk verschillend. Sommigen oefenden het joodse geloof in het geheim uit (cryptojoden), terwijl anderen Jodenhaters werden. Een terugkeer naar het jodendom was onmogelijk, omdat men in dit geval als ketter werd beschouwd door beide partijen.

### Reactie tegen deconversos(1449)
De vele duizenden conversos palmden in enkele generaties het hele staatsbestel in. Immers, ze hadden nu het correcte geloof en konden niet meer geweigerd worden voor openbare functies, universiteiten en de kerkelijke hiërarchie. Zo drongen ze door tot het hoogste gezag. De Spaanse adel van de 15e eeuw kende bijgevolg vele belangrijke families, leden van de adel en koningshuizen, die afstamden van conversos, zoals de families Santángel en De la Caballeria. Tegen het einde van de 15e eeuw was de volledige administratie van Aragon in converso-handen. De vijf belangrijkste posten werden bezet door vijf conversos: Luis Santangel, Gabriel Sanches, Sanche de Paternoy, Pelipe Climent en Alfonso de la Caballeria. De nieuwe christenen klommen bovendien op tot de allerhoogste kerkelijke instanties, tot ergernis van de oud christenen:
- Rabbi Solomon Halevi werd bisschop van Burgos
- Bartolomeo Carranza werd aartsbisschop van Toledo en de primaat van Spanje
- Hernando de Talavera werd aartsbisschop van Granada

Ook de kloosters waren een veilige haven voor conversos.
De onlusten begonnen in 1449 in Toledo naar aanleiding van een gedwongen lening aan de bevolking van 1.000.000 maravedi en uitte zich in plunderingen van de huizen van de belasting-ophalende conversos. Na de bestraffing van de plunderaars werd via het gerechtshof rassenwetten (Estutates de Limpieza de Sangre) uitgevaardigd die de conversos van openbare ambten uitsloten in een poging om de rust te doen weerkeren. De aartsbisschop van Toledo, Juan Martinez Silecese, was de meest gepassioneerde voorvechter van deze wetten. Hij was een tegenstander van de hogere standen die hij bijna allen als besmet met joods bloed beschouwde. Deze wetten pleitten in het voordeel van de lagere klassen die daardoor de mogelijkheden kregen om op te klimmen in de maatschappij, ten nadele van de edelen.
Om in 1464 een opstand van zijn edelen te beheersen, vaardigde Hendrik IV van Castilië op 16 januari 1465 het concordaat van Medina del Campo uit om aan hun verzoeken en wensen te voldoen; een van de voorwaarden in het vonnis was de belofte dat hij alle conversos van openbare ambten moest verwijderen (ze waren immers concurrenten van de opstandige edelen).
In 1473 kwam het tijdens een processie in Córdoba tot een incident tussen tussen conversos en katholieken, wat aanleiding gaf tot plunderingen in de conversos-wijken. De orde kon enkel hersteld worden met de belofte dat er geen meer in de stad mochten wonen.
Stilaan groeit het besef dat door de gedwongen dopen een voorheen extern probleem (joden, ongelovigen buiten de katholieke kerk) getransformeerd was in een intern probleem van onbetrouwbare conversos, schijngelovigen binnen de katholieke kerk). Terugkomen op de beslissing van gedwongen gedoopten was in de tijdsgeest onmogelijk. De enige oplossing was het onderzoek van de ware aard van de conversos met een kerkelijke rechtbank, de inquisitie.

### De Spaanse Inquisitie (vanaf 1478)

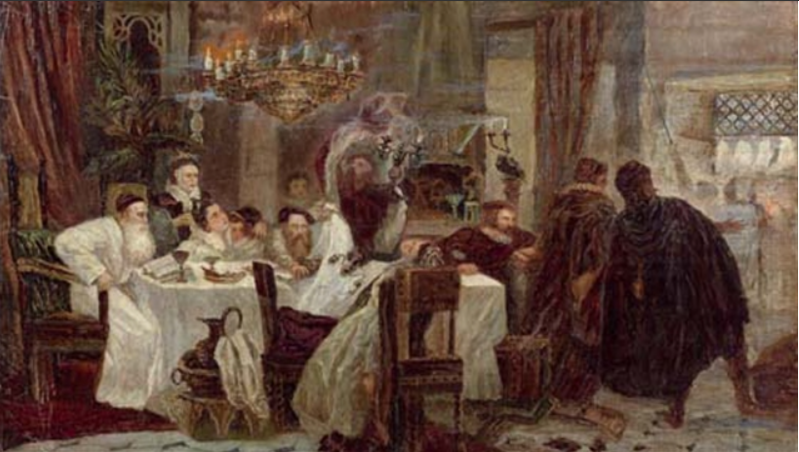
Geheime seder in Spanje gedurende de inquisitie (1892, door Moshe Maimon)

In 1451 waren de eerste gedachten over een inquisitie om het converso-probleem aan te pakken door Álvaro de Luna al besproken met paus Nicolaas V. Vanaf 1461 begon de Franciscaan Alonso de Spina te ijveren voor een speciaal tribunaal, om dit probleem op te lossen. Als hoofd van de Hiëronymieten pleitte Alfonso de Oropesa eveneens voor het opstarten van de bestaande machinerie van de inquisitie.
Op 1 november 1478 vaardigde paus Sixtus IV, op verzoek van Ferdinand II van Aragón en Isabella I van Castilië, de bul Exigit sincerae devotionis affectus uit waarmee hij het katholieke koningspaar toestond in Castilië een inquisitietribunaal op te richten en eigenhandig de inquisiteurs ervan te benoemen; zo kregen ze meer armslag om de cryptojoden onder de conversos uit te schakelen; al snel had de paus geen greep meer op deze Spaanse Inquisitie.
Op 17 september 1480 kregen de Dominicanen Miguel de Morillo en Juan de San Martin de opdracht om af te reizen naar Sevilla, waar ze hun onderzoeken naar ketterij moesten starten. De Nieuw-christenen - onder leiding van de rijke koopman Diego de Sudan - waren van plan zich gewapend te verdedigen. Ze werden echter verraden, gevangen genomen en ter dood veroordeeld. Op 6 februari 1481 werd de eerste autodafe uitgesproken; vervolgen werden er 6 verbrandingen. En daar bleef het niet bij. Onder marteling of door betaalde informanten werden namen van steeds weer nieuwe schuldigen prijsgegeven.
In 1483 benoemde Isabella I van Castilië de Dominicaan Tomás de Torquemada - een rabiate ketterjager en zelf een converso - tot grootinquisiteur. Zijn assistent (en latere opvolger) Diego de Deza was al even gewelddadig. Ook zijn ordegenoot Alonso de Ojeda O.P. was een vurig tegenstander van de conversos. Vanaf 14 april 1484 stemde de Cortes van Aragón toe om ook in hun koninkrijk het instituut van de Inquisitie toe te laten. De conversos gingen in hevig verzet en vermoordden in Saragossa de inquisiteurs Gaspar Juglar en Pedro de Arbués. Zo kwamen tussen 1481 en 1488 zevenhonderd conversos op de brandstapel, terwijl 5000 anderen via boetedoening met de Kerk via edicten van genade werden verzoend. In 1483 werd een hooggerechtshof geïnstalleerd ter coördinatie van het werk van de lokale tribunalen van Castilië en Leon. Niet onbelangrijk om te vermelden is dat alle bezittingen van de veroordeelde ketters aan de staatskas werd overgemaakt.
Bij de inname van Granada op 2 januari 1492 (na een tienjarige strijd) was de Reconquista officieel afgelopen. Kort daarna braken Ferdinand en Isabella hun belofte van het Verdrag van Granada (1491) om de joden en moslims van die stad met rust te laten.

### Het verdrijvingsedict (1492)
In 1492 werd het verdrijvingsedict of Alhambradecreet (Decreto de la Alhambra, Edicto de Granada) uitgevaardigd. Enkele citaten uit dit lange Koninklijk Edict tot uitwijzing en verdrijving der joden:
 ... Volgens het aan ons door de inquisiteurs uitgebrachte rapport bestaat er geen twijfel aan dat de omgang van de christenen met de joden, die hen tot hun verdoemde geloof overhalen, de allergrootste schade aanricht. De joden geven zich alle moeite hen en hun kinderen over te halen de wet van Mozes te gehoorzamen. Dit alles heeft de ondermijning en vernedering van ons heilige katholieke geloof tot onvermijdelijk gevolg. Wij zijn dan ook tot de overtuiging gekomen dat het krachtigste middel om al deze misstanden op te ruimen, is: iedere omgang van christenen met joden geheel te verbieden, hetgeen alleen door hun uitdrijving (nl. van de joden) uit onze koninkrijken bereikt zou kunnen worden ... Zo bepalen wij hierbij dat alle onder onze heerschappij levende joden zonder onderscheid van geslacht en leeftijd, alsook hun zonen en dochters en hun Joodse huisgezinnen, niet later dan eind juli van dit jaar onze koninklijke bezittingen en heerlijkheden moeten verlaten ... Op straffe van vermogensconfiscatie ten gunste van de koninklijke schatkist bepalen wij dienovereenkomstig dat vanaf eind juli niemand binnen ons rijk de moed mag hebben openlijk of in het geheim een Jood of Jodin toevlucht te bieden ... 

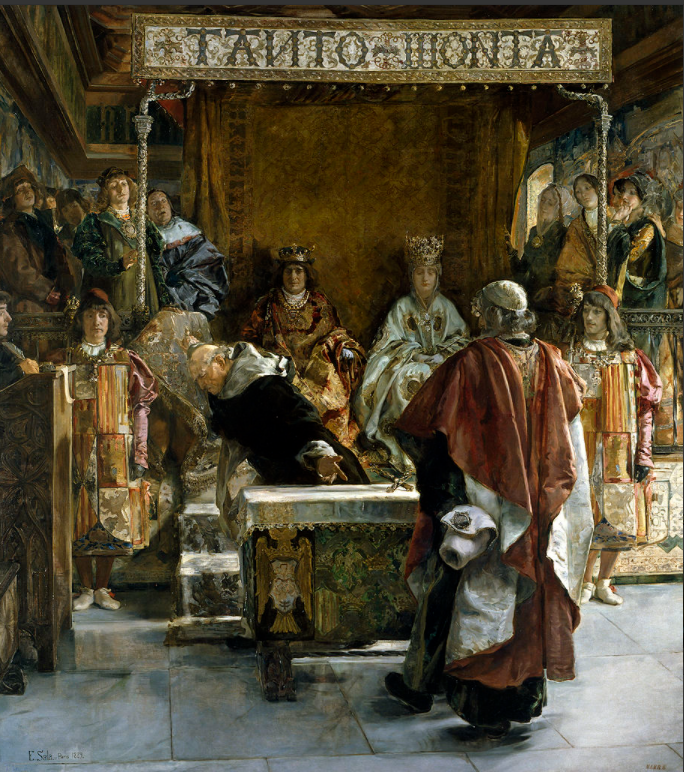
De verdrijving van de joden uit Spanje in 1492 (door Emilio Sala Francés)

Isabella I van Castilië en Ferdinand II van Aragon ondertekenden dit edict op 31 maart 1492: Tot 1 augustus kregen de joden de tijd hun zaken te regelen; dat hield in:
- Als men jood wou blijven, dan moest men vertrekken uit het katholieke Iberische koninkrijk, met achterlating van al zijn bezittingen (goederen en geld).
- Als men zich liet dopen, dan kon men - als nieuwe christen - rekenen op bescherming van de heilige moederkerk, zonder ooit nog in aanraking te kunnen komen met vroegere geloofsgenoten (deze moesten immers vertrekken).

Over het aantal joden dat emigratie verkoos boven bekering verschillen de meningen, maar men neemt aan dat tussen de 160.000 en de 400.000 personen Spanje verlieten. De verspreiding van de Sefardische Joden over heel Europa nam een aanvang. Over hoeveel joden er op dat ogenblik in Castilië waren lopen de cijfers sterk uiteen. Eén bron spreekt over 160.000 joden.
Een groot aantal van hen bekeerden zich, terwijl anderen uitweken. Het einddoel was vaak het Ottomaanse Rijk. Omdat de klassieke routes te gevaarlijk waren, reisde men vaak de omweg met de hulp van geleiders: vanaf de Atlantische kust van Portugal naar de havens in Engeland, vervolgens over het Kanaal naar Vlaanderen, daarvandaan door Frankrijk en het Rijnland, over de passen in de Alpen tot op de Povlakte. Zo zouden ze misschien het veilige Ferrara kunnen bereiken. Sommigen zouden daar blijven; anderen zouden via de Apennijnen verdergaan, vervolgens de Adriatische Zee oversteken naar Ragusa om ten slotte het rijk van Suleiman de Grote te bereiken, waar ze eindelijk de vrijheid zouden hebben om hun joodse cultus te vieren.
In Lissabon en Antwerpen had een consortium van peper- en specerijhandelaren (de rijkste Portugese nieuwe christenen) bijgedragen aan een spaarfonds om hen op weg en door de moeilijkste tijden heen te helpen. Enkel de rijke en ontwikkelde conversos waren dus in staat om hun emigratie te betalen. De armen bleven in hun thuisland en waren snel geïntegreerd en vergeten.

## Portugal
Portugal was een aantrekkelijke optie voor de verdreven Spaanse Joden door de overeenkomsten in taal en cultuur. Het succes van deze Joden groeide uit tot Jodenhaat: gevechten tussen christenen en joden werden steeds algemener. Bovendien werd het leven van de Joden moeilijker door opgelegde restricties:
- koning Johan I van Portugal (1357-1433) dwong de joden speciale kleding te dragen en te gehoorzamen aan een avondklok.
- koning Eduard van Portugal (1391-1438), introduceerde wetten die joden verboden christenen in dienst te nemen.
- koning Alfons V van Portugal (1432-1481) werden veel restricties weer herroepen.
- Dit bleef zo tijdens het bewind van zijn zoon Johan II van Portugal (1455-1495).

Na het Spaanse verdrijvingsedict uit 1492 stond Johan II van Portugal toe in de komst van 50.000 tot 150.000 joden. Afgezien van 600 kapitaalkrachtige en vakkundige joden en hun families die zich permanent mochten vestigen tegen een hoog losgeld, werd de rest tot bekering of doorreis gedwongen binnen de 8 maanden en ook zij moesten een belasting betalen. Omdat aan het eind van die acht maanden er nog steeds geen schepen voor hen beschikbaar waren, legde de koning de vrijheid van de joden aan banden: hij verklaarde ze tot slaven, beroofde ze van hun kinderen die vervolgens onder dwang werden gedoopt.
- In 1495 werd Emanuel I koning van Portugal en gaf de joden hun vrijheid terug, echter niet voor lang.
- Om zijn plaats op de troon veilig te stellen, trouwde Emanuel I met prinses Isabella, de dochter van Ferdinand en Isabella van Spanje. Hij kreeg toestemming tot het huwelijk, mits hij aan de eis van Ferdinand en Isabella voldeed: dat hij alle joden op dezelfde manier behandelde als de joden in Spanje werden behandeld. Emanuel stemde toe en hij trouwde Isabella op 30 november 1496.
- Op 5 december 1496 verkondigde hij dat alle joden voor eind oktober 1497 Portugal moesten hebben verlaten of zich moesten hebben laten dopen. Dit was een valse keuze: zijn bedoeling was om de joden (met hun kennis en rijkdom) te behouden, maar ze met geweld te dopen.
- Op 19 maart 1497 dwong Emanuel I alle vier- tot veertienjarigen naar de doopvont. De instructies werd ruim geïnterpreteerd, en zowat alle 190.000 joden in Portugal op dat ogenblik, werden naar de doopvont gesleurd.[10] De overgebleven joden werden slaven.
- Tegen de tijd van vertrek (oktober 1497) verzamelden nog ongeveer 20.000 joden in Lissabon, en werden er opgesloten: wie zich nog steeds niet liet dopen werd tot slaaf gedegradeerd. Uiteindelijk liet bijna iedereen zich dopen op een zevental joden na, die naar Afrika werden gedeporteerd.[3] In Portugal was er dus een algemene en totale conversie. Vanwege de economische waarde van de geconverteerde joden beloofde Emanuel I hen dat er 20 jaar lang geen onderzoek zou plaatsvinden naar de religieuze gedragingen van gedoopte joden. De nieuwe christenen wisten handig gebruik te maken van de economische mogelijkheden en veroverden belangrijke posities. Ter erkenning van hun nieuwe status werd in 1512 het verbod om hun religieuze gedrag te onderzoeken met nog eens 16 jaar verlengd. In de praktijk zou dit tot 1534 worden gehandhaafd.
- In 1499 werd het nieuwe christenen verboden het land te verlaten.
- In 1503 hadden er rellen plaats tegen de nieuwe christenen in Lissabon en Evora
- In 1506 werden er in Lissabon enkele duizenden conversos vermoord. De oorzaken zijn terug te voeren tot eerdere mislukte oogsten (hongersnood) en de opkomst van de pest: in de conversos werd een zondebok gevonden. Deze pogrom (april 1506) startte tijdens een misviering in de Dominicanenkerk (Santa Justa) en werd na drie dagen door Emanuels troepen beëindigd. Enkele duizenden conversos werden vermoord. De aanstokers werden ter dood gebracht.
- In 1507 werd het verbod voor nieuwe christenen om het land te verlaten opgeheven. De emigratie nam zodanige proporties aan dat het in 1521 terug werd verboden. Dit verbod werd telkens vernieuwd in 1532,1535,1547,1567 en 1573.
- In 1515 gingen er reeds stemmen op om ook in Portugal de inquisitie in te voeren.
- In 1531 werd Lissabon getroffen door een aardbeving, waarvan al snel de conversos de schuld kregen. De steun voor een Portugese Inquisitie groeide. Officieus werden er gesprekken opgestart tussen Lissabon en Rome: Diogo da Silva werd in het geheim benoemd tot grootinquisiteur.
- In 1532 werd het de nieuwe christenen opnieuw verboden om te emigreren.
- Op 23 mei 1536 gaf de Paus Clemens VI officieel volmachten aan koning Johan III van Portugal om de Portugese Inquisitie in te voeren naar Spaans model, met een wachttijd van drie jaar.
- Op 20 september 1540 vond In Lissabon het eerste autodafe plaats op Portugese bodem, de laatste zou in 1765 plaatsvinden. Na protesten van nieuw christenen naar Rome, met betaling van steekpenningen, werd de vervolging van de conversos onderbroken.
- Op 16 juli 1547 werd deze weer in volle hevigheid hervat door het uitvaardigen van de bul Meditatio Cordis waarmee paus Paulus III een inquisiteur aanstelde voor Portugal. Over de netelige vraag van de confiscatie van de goederen van de veroordeelde conversos werd nog verder onderhandeld.
- In 1577 hief hij het emigratie-verbod voor nieuw christenen op, tegen betaling van zware afkoopsommen, geld dat hij nodig had om zijn kruistocht tegen de Moren in 1578 te financieren. In 1580 en 1587 werd het opnieuw verboden
- In 1579 werden de onderhandelingen over de confiscatie afgesloten. Vanaf deze datum bestond er in Portugal een onafhankelijke en onbelemmerde inquisitie naar Spaans model.
- In 1580, toen het tot een personele unie tussen Spanje en Portugal kwam, werden de inspanningen van de inquisitie verhevigd.
- In 1601 was er een luwte en mochten de conversos hun eigendommen verkopen en het land verlaten, na betaling van een grote geldsom aan Filips III van Spanje. In 1610 werd dit echter weer opgeheven. In 1629 werd definitief beslist dat verdachte conversos het land niet uit mochten.
- De Portugese minister van Buitenlandse Zaken Sebastião de Melo slaagde erin koning Jozef I van Portugal een decreet te laten uitvaardigen (25 mei 1773) om het onderscheid tussen oud-christenen (cristianos viejos) en nieuw-christenen (cristianos nuevos) op te heffen, alle discriminerende wetten werden afgeschaft. Na ruim 200 jaar was de Portugese kroon en de inquisitie tot het besef gekomen dat hun methodes niet adequaat geweest waren om de (crypto-)joden te bestrijden en dat ze het jodendom moesten aanvaarden als een realiteit: onder dwang gedoopte joden bleven de joodse tradities in ere houden. In totaal werden er 25.000 veroordelingen uitgesproken, waarvan bijna 1500 doodstraffen.

## Frankrijk
Nadat het Alhambra-decreet in 1492 de joden uit Spanje had verbannen, kwamen ongeveer 3.000 joden naar de Provence. Ze leefden en deden zich in het openbaar voor als katholieken: ze werden door katholieke priesters getrouwd en hun kinderen werden gedoopt. In het geheim lieten ze echter hun zonen besnijden, hielden ze zich zo goed als ze konden aan de sabbath en joodse feestdagen en baden samen.
In 1498 vaardigde Lodewijk XII een algemeen uitzettingsbevel uit voor de joden in de Provence, dat in 1501 definitief ten uitvoer werd gebracht: de Provençaalse joden kregen de mogelijkheid zich tot het christendom te bekeren; een aantal koos voor die optie. In 1512 introduceerde Lodewijk XII echter een belasting op neofieten (6000 livres) om het verlies aan inkomsten (ten gevolge van het vertrek van de joden) gedeeltelijk te compenseren.
Onder Lodewijk XIII moesten de conversos van Bayonne in de buitenwijken van St. Esprit wonen. In St. Esprit, Peyrehorade, Bidache, Orthez, Biarritz en St Jean de Luz beleden ze geleidelijk aan openlijk hun Joodse gebruiken. In 1640 woonden er enkele honderden joden in St. Jean de Luz. De joden die tot het jodendom waren teruggekeerd, stichtten in 1660 een synagoge in St. Esprit.

## Engeland
Op initiatief van koning Hendrik III ontstond er in 1232 een Domus Conversorum in Londen (Chancery Lane), met een gegarandeerd (laag) inkomen, in de hoop velen Joden te overreden om tot het christendom toe te treden. Toen koning Eduard I in 1290 de expulsie van de Joden uit Engeland gelaste, waren er een tachtigtal geconverteerde joden opgenomen. Dit aantal steeg niet door deze verbanning. Ook de verbanning van de Joden uit Spanje in 1492 had geen verhoging van het aantal tot gevolg. De toegelaten geconverteerde joden kwamen niet alleen uit Spanje of Portugal. Tussen 1551 en 1578 stond het huis zelfs leeg. Na 1609 is er geen registratie meer van welke personen in het huis verbleven.
Tegen het midden van de 17e eeuw vestigde een aanzienlijk aantal conversos zich in Londen als kooplieden en vormden daar een geheime congregatie met Antonio Fernandez Carvajal aan het hoofd ervan. Zij deden veel zaken met de Levant, Oost- en West-Indië, de Canarische Eilanden en Brazilië, en vooral met Nederland, Spanje en Portugal. Zij vormden een belangrijke schakel in het netwerk van handel dat vooral in de Spaanse en Portugese wereld door de conversos werd verspreid.
Creechurch Lane en, later in 1701, de Bevis Marks Synagoge werden de eerste Joodse religieuze plaatsen sinds het Edict van uitwijzing van 1290. In de volgende drie eeuwen vestigden zich sefardische jodengemeenschappen in de buurt van de grote Europese zeehavens zoals Amsterdam en Londen en hielpen de conversos die verdreven waren door de Spaanse Inquisitie, om nieuwe handelsactiviteiten op te zetten.

## Het Italiaanse schiereiland
Om de vluchtende conversos op te sporen liet Johannes Vuysting in Pavia en Milaan (allebei behorend tot het Habsburgse hertogdom van Milaan) wegafzettingen plaatsen op de routes vanaf de bergpassen.

### Sicilië
Sicilië maakte deel uit van het Aragonese overzees gebied toen de Spaanse Inquisitie het gebied in 1487 bereikte. Vanuit het Palazzo Chiaramonte in Palermo zou de inquisitie jacht maken op conversos die in hun ogen niet katholiek genoeg waren. Graffiti van de gevangen in de kerkers van het paleis is er nog steeds zichtbaar. Autodafe's werden georganiseerd in 1511, 1513 en 1541.

### Sardinië
De Spaanse Inquisitie werd er ingevoerd in 1492 en was er actief, niet alleen voor de Spaanse conversos, maar ook voor de Waldenzen en de Neofiti.

### Kerkelijke Staat
De conversos waren tevens prominent aanwezig in de Kerkelijke Staat in de 16e eeuw. Zo ontwikkelden ze de zeehaven van Ancona onder het gedoogbeleid van paus Clemens VII (1523-34), Paulus III (1534-49) en Julius III (1550-55). In 1533 woonden er drieduizend Portugese joden en conversos in Ancona. Paus Paulus IV (1555–59) daarentegen trok al deze beschermingsmaatregelen in en startte met de bul Cum nimis absurdum (14 juli 1555) een campagne tegen hen. Cesare Galuaba, een pauselijke commissaris, werd naar Ancona gestuurd om alle joden op te sluiten die niet wilden worden gedoopt. Daardoor hebben ongeveer 60 joden hun geloof afgezworen (ze werden naar Malta geëxporteerd); 24 joden weigerden echter dit te doen, werden opgehangen en vervolgens verbrand.

### Hertogdom Urbino
Degenen die wisten te ontsnappen aan de Inquisitie werden door Guidobaldo II della Rovere in Pesaro ontvangen. Guidobaldo hoopte dat de joden, alsmede conversos uit Turkije, Pesaro tot een commercieel centrum zouden maken. Toen dat niet gebeurde, verbande hij in 1558 de conversos uit Pesaro en andere districten.

### Republiek Venetië
Naar analogie met Karels besluit van 30 mei 1550 in verband met de conversos in de Nederlanden, dwong hij de Senaat van Venetië op 8 juli 1550 tot een gelijkaardig besluit van uitwijzing van alle conversos uit Venetië. Ook hier wordt heftig geprotesteerd tegen dit besluit, dat zeer nadelig was voor de handel.

## Latijns-Amerika
De Nieuwe wereld had een grote aantrekkingskracht op de conversos: er waren nieuwe economische mogelijkheden én was bovendien ver verwijderd van de Spaanse Inquisitie.
In de 16de eeuw vinden we ze terug
- in Spaanse gebied: Nieuw Spanje (Mexico), Argentinië, Peru, Venezuela en Cartagena (Colombia.)
- In Portugees gebied: Brazilië
- In Hollands gebied: het noordoosten van Brazilië
- in Frans gebied : Martinique, Guadeloupe en Santo Domingo.

### Spaans overzees gebied
Uiteindelijk kwamen er toch zetels van de Spaanse Inquisitie in Lima (Peru) in 1569, in Mexico-Stad (1570) en in Cartagena (Colombia)(1610). vooral in Mexico waren er veel cryptojoden:
- De eerste golf van vervolgingen (1570-1601) elimineerde vooral de Spaanse conversos.
- De tweede golf (1640-1650) elimineerde vooral de Portugese conversos.

### Portugees overzees gebied
In tegenstelling tot de Spaanse koloniën werden de activiteiten van de inquisitie in Brazilië altijd geleid vanuit Lissabon: iedereen die in Brazilië wegens ketterij gearresteerd werd, werd voor het proces naar Lissabon teruggestuurd. In de hele inquisitie van Lissabon werden minder dan duizend zaken uit Brazilië behandeld.
Op 8 juni 1623 werd bisschop Dom Marcos Teixeira verantwoordelijke van de inquisitie-activiteiten in Brazilië. Vanaf 1633 mochten conversos geen openbare ambten meer bekleden in Brazilië. In de eerste helft van de 17e eeuw werden zeventien conversos naar Lissabon gestuurd voor onderzoek door de inquisitie. In de tweede helft waren er dat zeven.
Vanaf 1707 was er een verheviging van de vervolgingen van conversos in Brazilië. Alle bezittingen van veroordeelde conversos werden geconfisqueerd. Door al deze arrestaties en confiscaties viel de productie en de export van suiker (de belangrijkste bron van inkomsten op dat ogenblik voor Portugal) stil. Men kwam tot het besef dat de inquisitie het Portugese koningshuis en zijn handelsimperium ruïneerde. De laatste autodafe van een veroordeelde Braziliaanse converso werd uitgesproken in 1769
In totaal werden er 400 conversos uit Brazilië veroordeeld, waarvan 18 tot de doodstraf.

### Hollands overzees gebied
Op 3 juni 1621 werd de West-Indische Compagnie (WIC) opgericht met de bedoeling om een internationale handel op te starten met West-Afrika en Amerika. Hiervoor moesten gebieden veroverd worden. Het zwak verdedigde Brazilië was het doelwit van de eerste expeditie.

#### Brazilië
Op 10 mei 1624 veroverde een Hollandse vloot Bahia. Vrijwel dadelijk werd de godsdienstvrijheid afgekondigd. Op 1 mei 1625 gaven de Hollanders zich over aan een verenigde troepenmacht van Spanje en Portugal die Bahia belegerde. Op 13 oktober 1629 werden de plannen van de WIC voor een expeditie naar Pernambuco goedgekeurd. In 1630 werd de religieuze tolerantie er afgekondigd. In het noordoosten van Brazilië kregen joden er de toelating hun godsdienst te praktiseren (wat veel Europese joden aantrok).
Vanaf 1637, onder de leiding van Johan Maurits van Nassau werden de joden een belangrijk factor in de suikerwinning, de belastinginning en vooral de slavenhandel. Doordat ze steeds groeide in aantal en meer macht en rijkdom verkregen, rees er protest van katholieke Brazilianen en gereformeerde Hollanders met de vraag om de joodse macht te beperken. Johan Maurits van Nassau zwichtte uiteindelijk voor de druk en liet in 1638 beide synagogen in Recife sluiten. Vanaf 1640 oefende de classis van Brazilië steeds meer druk uit om in specifieke gevallen de joden minder rechten te geven dan de christelijke geloofsovertuigingen.
In 1644 keerde Johan Maurits van Nassau terug naar de Republiek der Nederlanden. Rond dezelfde tijd begonnen de vijandelijkheden tussen het Portugese en het Nederlandse deel van Brazilië. In 1645 startte de Portugezen een guerrillaoorlog tegen de Nederlandse bezittingen in Brazilië. Vooral de joden spanden zich in (fysiek en financieel) om te strijden tegen de Portugese rebellen. Door deze vijandelijkheden stopte de productie en handel van suiker en kwam de WIC in financiële moeilijkheden. In 1648 was het Hollands gebied in Brazilië gereduceerd tot enkele belegerde kuststeden zonder hinterland: Recife, Mauricia, Parahiba, Itamaracà en Rio Grande. Alle vruchtbare gronden waren ondertussen vernietigd. De joden die in handen van de Portugezen vielen, werden eerst opgehangen als verraders. Na protest van de Nederlandse autoriteiten werden ze naar Portugal gestuurd om een onderzoek te ondergaan: joden die als joden geboren waren, werden vrijgelaten (ze vielen immers niet onder de jurisdictie van de Inquisitie); gedoopte joden die terug hun vroegere geloof hadden omarmd, kregen (na bekering) gevangenisstraffen, dankzij de bemiddeling van de Republiek der Nederlanden. Door de afkondiging van de Engelse Scheepvaartwetten in 1651 - die de opmaat waren voor de Eerste Engels-Nederlandse Oorlog, hadden de Verenigde Provincies alle schepen nodig om hun eigen kusten te beschermen en kon er minder hulp naar de Nederlandse gebieden in Brazilië gestuurd worden.
Op 26 januari 1654 capituleerde de Nederlanden voor de Portugese Brazilianen; alle conversos moesten het land verlaten binnen de 3 maanden of ze werden overgedragen aan de inquisitie. De enkele honderden overgebleven conversos waaierden uit naar het Caribisch gebied, de Verenigde Provinciën en Noord-Amerika. De armste joden echter verhuisden naar de staat Minas Gerais, om te werken in de goudmijnen, de vee- of koffiehandel.

#### Suriname
Rond 1640 vestigden zich aan de Cassipora-kreek de eerste joden in Suriname in een nederzetting die Jodensavanne wordt genoemd. Zij waren voor vervolging door de Inquisitie uit Spanje gevlucht en begonnen met de aanleg van suikerrietplantages waarop zij ook slaven hielden. Rond 1650 kwam een tweede groep joden, dit keer uit Engeland. Een derde groep, onder leiding van David Cohen Nassy, kwam uit Mauritsstad (Brazilië) naar Suriname. Ze waren aanvankelijk vanuit Spanje naar Nederlands-Brazilië gevlucht en hadden daar samen met de Nederlanders plantages gesticht op uitnodiging van gouverneur Johan Maurits.

## De Spaanse Nederlanden
Keizer Karel V kon zich geen krachtig staatsbestel indenken zonder een uniforme cultuur, met de katholieke kerk als drager. Hij vaardigde in dit verband een aantal wetten tijdens zijn bewind om de falsos christianos (zoals hij ze noemde) te ontmaskeren:
- 30 maart 1526: conversos mogen slechts dertig dagen door de Nederlanden reizen en er onbelemmerd handel drijven. Verlengingen moeten worden aangevraagd. Vooral in Antwerpen maar ook in Zeeland kwam een groep wonen die actief werd in de specerijenhandel. Vanaf het begin waren er vervolgingen omdat ze zich niet werkelijk hadden bekeerd en clandestien het verboden jodendom bleven belijden. Karels ambtenaren maakten misbruik van deze situatie en lieten zich voor veel geld omkopen.
- Paranoïde dat de vermeende joodse bedriegers met hun kapitaal, handelswaar en commerciële kennis zouden ontkomen naar de Turken had Karel v een ministerie voor maranen-zaken ingesteld in Antwerpen, dat verregaande autoriteit had om arrestaties te verrichten, mensen vast te houden en te ondervragen, wat in de praktijk neerkwam op marteling en beroving. De hoogste ambtenaar was Cornelis Duplicius De Schepper (benoemd op 17 april 1530), maar zijn gevolmachtigde uitvoerder was de meedogenloze Johannes Vuysting: zijn roofzucht was maar één uiting van de hebzucht die op alle niveaus welig tierde, van zijn kapiteins tot en met de keizer zelf.[14]
- In februari 1531 slaagde Vuystinck er in om Alfonse Fourco, Diego Lopez en de gebroeders Adam en Antonio Vaes aan te houden in Antwerpen op verdenking van het loochenen van onder meer het bestaan van de moedermaagd Maria en voor verdacht veel wapenleveringen aan het Ottomaanse Rijk (Karels geloofsvijand); door een succesvol verweerschrift aan Karel V (gebaseerd op de verordening van 30 maart 1526) hoefden ze niet voor de vierschaar te verschijnen en werden ze vrijgelaten.
- op 19 juli 1532 werd de converso Diogo Mendes (de peperkoning, vroegere naam De Benveniste) gearresteerd op beschuldiging van spionage voor de Ottomanen. Hij kon zich echter vrijkopen, waardoor het niet tot een proces kwam.
- 27 februari 1537: het verblijfsrecht van conversos wordt versterkt: ze mogen er zich vestigen, en zich vrij verplaatsen naar andere katholieke landen (dus niet naar het Ottomaanse rijk). Dit betekende tevens een belangrijke bescherming tegen de Portugese Inquisitie. Een invasie van (minder gegoede ) Portugese conversos naar de Nederlanden kwam hierdoor op gang. Josef Nasi vestigde zich onder de naam Juan Miguez in Antwerpen, samen met zijn tante Gracia Mendes en haar dochter Reyna.
- Op 16 december 1540 vaardigde Karel V te Valenciennes een edict uit dat een scherp onderscheid maakte tussen de oprechte conversos en cryptojoden die onder andere clandestiene sabbatvieringen houden; de eersten moesten met rust gelaten worden, de laatsten moesten echter zwaar bestraft worden.
- Op 10 maart 1542 vaardigde Karel V een beschikking uit, waarin hij het wangedrag van zijn ambtenaren streng veroordeelde, omdat ze het niet kunnen laten om de goederen van rijke conversos te confisqueren in hun eigen voordeel.
- Op 25 juni 1544 kreeg Antwerpen het bevel een register van conversos aan te leggen. Het werd ook verboden hen te helpen met emigratie naar het Ottomaanse Rijk. Hun gunstige economische positie bood hen enige bescherming, zoals bleek uit de verheffing in de adelstand van Loys Perez in 1546.
- Aan de geloofsvervolgingen en geldafpersingen kwamen nu geen einde meer.
- Op 17 juli 1549 vaardigde keizer Karel V een plakkaat uit die voor de conversos een einde van hun verblijfsrecht inhield: iedereen die zich sinds minder dan zes jaar in het land bevond, diende weer te vertrekken; nieuw aangekomenen worden niet meer toegelaten. De bestuurders van Antwerpen protesteren heftig tegen dit besluit (omdat dit de Antwerpse handel in Antwerpen zou schaden), maar kondigen uiteindelijk op 5 augustus het Juli-plakkaat af.
- 29 april 1550: de geduchte Spaanse Inquisitie wordt ingevoerd.
- Op 30 mei 1550 ondertekende hij het verbanningsdecreet voor alle conversos uit de Nederlanden die na 1543 aangekomen waren: binnen 30 dagen moeten ze naar het buitenland vertrekken. Als reactie hierop vaardigde de Franse koning Hendrik II reeds in Augustus 1550 een verordening uit waarin hij de verdreven conversos volledige verblijfs- en eigendomsrechten toekende in heel Frankrijk, met het oog op de overname van de handel.

Karels zoon Filips II volgde hem op in 1556 en zette de geloofsvervolgingen van zijn vader verder. 
- Op het Concilie van Trente werd besloten dat ketters desnoods met geweld terug moesten keren naar de katholieke moederkerk.
- 30 augustus 1566: in Antwerpen werd de Inquisitie opgeheven.
- Stilaan verloren de conversos hun joodse wortels en kiezen de kant van het Calvinisme met de katholieken als gemeenschappelijke vijand.

In 1579 verenigden zich de zeven noordelijke Nederlandse provincies in de Unie van Utrecht. In 1581 scheidden ze zich af van het Habsburgse Rijk van Filips II, om vervolgens in 1588 officieel een Republiek te worden

## De Republiek der Nederlanden
In de Unie van Utrecht (1579) werd de vrijheid van godsdienstbeleving ingeschreven. Dit oefende een grote aantrekkingskracht uit op de nieuwe christenen. Vanuit Brugge, Antwerpen, Zeeland, Frankrijk, Spanje en Portugal werd er geëmigreerd naar de Amsterdamse regio. Zodra ze aankwamen, lieten ze zich besnijden en omarmden terug het joodse geloof. Amsterdam stond al vlug bekend als het nieuwe Jerusalem.
In 1581 verkreeg de Republiek der Nederlanden de onafhankelijkheid van Spanje. In 1593 kwamen de eerste Portugese conversos in Amsterdam en beleden weer openlijk hun voorouderlijke godsdienst. In 1624 telde Amsterdam ongeveer 800, meestal Portugese, joden (0,75% van de totale Amsterdamse bevolking).

## Het Ottomaanse Rijk
Conversos die naar het tolerantere Ottomaanse Rijk waren getrokken, verklaarden openlijk hun terugkeer naar het jodendom en stichtten belangrijke gemeenschappen in steden als Thessaloniki. Een van hun leiders die hen had geholpen om daar te komen, was de in Lissabon geboren internationale bankier Dona Gracia Nasi.

## Nazi-Duitsland
Het is onbekend hoeveel joden conversos werden; vermoedelijk waren er duizenden die probeerden door allerlei truukjes hun ware joodse identiteit te verbergen: vervalsen van paspoorten, naamsveranderingen, kleuren van de haren, verbergen in kloosters of in huizen van goedmenende christenen.
Via Hitlers rassenwetten ging de Gestapo actief op zoek naar mensen die reeds generaties lang volledig geconverteerd waren.

## De Sovjetunie
Onder het tsaristische regime waren antisemitische pogroms schering en inslag.
Aanvankelijk hadden communistische joden een zekere vrijheid van godsdienstbeleving; joodse scholen en synagoges konden open blijven.
Onder het Stalin-Regime echter werden fervente joodse communisten, omwille van hun joodse roots vervolgd. Samen met het ontstaan van de joodse staat ontstond een nieuw soort conversos: openlijk deden ze mee met de communistische maatschappij, zonder iets te laten merken van hun overtuiging of afkomst. Mensen die generaties lang geen binding meer hadden gehad met hun joodse voorouders, begonnen plots in het geheim Hebreeuws te leren om hun emigratie voor te bereiden, niet om de religie van hun voorouders terug op te nemen, maar uit een nieuw nationalistisch bewustzijn.

## Joodse Messias
Conversos hebben doorheen de eeuwen een obsessie ontwikkeld voor de komst van de joodse messias in de nabije toekomst. Mogelijk komt dat omdat sefardische joden meer in contact kwamen met de buitenwereld dan asjkenazische joden in hun getto's. Bovendien leefden conversos midden in een katholieke of moslim maatschappij die geloofden dat hun messias reeds gekomen was in de gedaante van Jezus en Mohammed. Traditioneel verklaart het jodendom ook dat de komst van de messias voorafgegaan wordt door een periode van lijden, hetgeen maar al te waar was door de inquisitie!
Vooral in de 17e eeuw was er een verhoogde aandacht en gevoeligheid voor de komst van de joodse messias (volgens de Kabbala in 1648) en voor de wederkomst van Jezus (volgens sommige christelijke tradities was 1666 het jaar van de stichting van het Duizendjarig vrederijk)
Individuen die pretendeerden de joodse messias te zijn of er zeer sterk in geloofden, werden dan ook gemakkelijk geaccepteerd door de conversos:
- Luis Diaz (Lissabon)
- David Reubeni (Venetië,1524) beweerde een voorloper te zijn van de joodse messias
- Jacob Boehm
- Menasseh Ben Israel (1604-1657), leraar van Spinoza. Hij geloofde (door het Boek Daniel) dat de joodse messias zou komen als de joden geografisch volledig verspreid zouden zijn over de ganse wereld. Hij kreeg ook hoop op de komst van de joodse messias doordat de Portugese converso Antonio de Montezinos beweerde in Ecuador (Zuid-Amerika) een van de tien verloren stammen van Israël te hebben teruggevonden. Toen enkele jaren later vierentwintig Portugese joden aan land gingen in New Amsterdam (Noord-Amerika) , was volgens volgens hem Engeland nog het enige overblijvende land waar geen joden aanwezig waren(waar ze sinds 1290 verdreven werden door Edward I van Engeland). Daarom ijverde hij om joden terug toe te laten in Engeland.
- Shabtai Tsvi (1626-1676), die verklaarde dat hij de joodse messias was.
- Jacob Frank (1726-1791) geloofde dat hij de opvolger was van Shabtai Tsvi, en had duizenden volgelingen.

## Achterblijvers
Grote aantallen conversos bleven echter in Spanje en Portugal, ondanks dat velen slachtoffer werden van de Inquisitie. Toen Filips III van Spanje de troon besteeg in 1598, konden de conversos vrijer ademhalen. Met de wet van 4 april 1601 verleende hij hen de privileges van onbeperkte verkoop van hun vastgoed en vrij vertrek uit het land voor henzelf, hun gezinnen en hun eigendommen. Velen die van dit privilege gebruik maakten, volgden hun geloofsgenoten naar Noord-Afrika en Turkije. Een paar jaar later werden die privileges weer ingetrokken en hernam de Inquisitie zijn activiteiten. Migraties naar Constantinopel en Thessaloniki en ook naar Italië, Servië, Roemenië, Bulgarije, Wenen en Timisoara gingen door tot het midden van de 18de eeuw. Naast bekeren of vluchten hadden de joden in de 16e eeuw nog een derde mogelijkheid: zich afzonderen.
- Een typische groep hiervan werd door Samuel Schwarz ontdekt in Belmonte.[17] Tot 1917 wist niemand dat ze nog bestonden: van oorsprong joden, die in het openbaar leefden als rooms-katholieke christenen, maar tot in de twintigste eeuw in het geheim hun joodse leefwijze voortzetten. Uiterlijk gedroegen ze zich als goede katholieken, maar in het diepste geheim gaven ze hun tradities door.
- Soortgelijke gemeenschappen vond Artur Carlos de Barros Basto ook terug in o.m. Fundão , Covilhã, Moncorvo, Mogadouro, Vilharno, Bragança en Monsanto.[2]
- Ezriel Carlebach ontdekte in 1930 een gemeenschap van conversos op Majorca.[18]

## Recht op terugkeer
Pas in het midden van de 19e eeuw keerden een handvol joden terug naar Portugal, en pas bij de revolutie van 1910 kregen ze dezelfde rechten als de andere geloofsgemeenschappen. Ruim 515 jaar na het verdrijvingsedict kregen de afstammelingen van de Sefarden onder voorwaarden recht op de Portugese of Spaanse nationaliteit. Ze hoeven daarvoor niet de nationaliteit van hun huidige woonland op te geven.
In april 2013 nam het parlement van Portugal unaniem een wet aan die dit recht vestigde, en in juni 2014 deed het Spaanse kabinet hetzelfde. Sefardiem die een beroep doen op deze wetten, moeten erkend zijn door een commissie of een rabbijn in hun woonland, moeten de Portugese of Spaanse taal machtig zijn en moeten een cultuurtest afleggen. Toen de Spaanse wet op 1 oktober 2015 in werking trad, hadden 4302 personen aan deze eisen voldaan. Zij waren vooral ingezetenen van Marokko, Turkije en Venezuela.
De nakomelingen van de Morisken uit de Maghreblanden komen officieel (voorlopig) niet in aanmerking voor een terugkeer alhoewel er onder de Maghrebijnse gemeenschap in Spanje en Portugal families leven wier roots in Al-Andalus liggen en zo onofficieel teruggekeerd zijn.

## Bekendeconversosof familieleden vanconversos
Gerangschikt naar sterfdatum:
- Pablo Christiani (13e eeuw) was een geconverteerde Sefardische Jood die zijn gezag als dominicaan gebruikte om joden tot het katholicisme te brengen. Hij was de aanstoker achter de Disputaties van Barcelona (1263). Deze hielden in dat een rabbijn gedwongen werd in het publiek met een katholiek theoloog te debatteren over zijn geloof (met de rabbijn als verliezer).
- Pablo de Santa María (c. 1351-1435), aartsbisschop van Burgos, en vertrouweling van de Kroon van Castilië. Rabbi Solomon ha-Levi liet zich dopen tot het katholieke geloof na de antisemitische pogroms van 1391, samen met een aantal van zijn kinderen. Hij nam de naam Paulus van Burgos aan en werd een van de grootste tegenstanders van de joden.
- Micer Gonzalo de Santa María (1379-1448) was koninklijk historiograaf. Hij was een van de zonen van Pablo de Santa Mária, aartsbisschop van Burgos.
- Alfonso de Cartagena (1384-1456) was een katholieke bisschop, diplomaat, historicus en schrijver. Hij werd gedoopt samen met zijn vader Pablo de Santa Mária, die hem voorging als aartsbisschop van Burgos
- Bonafus Caballería (?-1464) liet zich dopen en noemde zich voortaan Micer Pedro. Hij schopte het tot vertrouweling van Maria van Aragón.
- Diego Arias Dávila (Segovia, 1400-1466) kwam op voorspraak van Alvaro de Luna aan het hof van Johan II van Castilië; hij werd een vertrouweling van diens zoon Hendrik IV van Castilië, en schopte het tot minister en schatbewaarder van Castilië. Hij werd geboren uit Joodse ouders die zich door de preken van Vincent Ferrer hadden laten dopen. Hij probeerde met milde giften de katholieke kerk gunstig te stemmen, maar werd zijn hele leven beschouwd als jood.[20]
- Antón de Móntoro (1404-1484?), dichter van humoristische en satirische verzen; hij werd ook de kleermaker van Cordoba genoemd.
- Hernando del Pulgar (1436-c. 1492) was een Castiliaans schrijver en politicus.
- Rodrigo Cota da Maguaque (gestorven 1498), dichter uit Toledo.
- Luis de Santángel (?-1498) was een derde generatie converso die het schopte tot hoofd van de koninklijke boekhouding van Ferdinand II van Aragón en Isabella I van Castilië. Hij had een belangrijk aandeel in de financiering en de toestemming voor de eerste reis van Columbus.
- Hernando de Talavera (c. 1430 –1507) was een Spaanse kerkvader en raadgever van Isabella I van Castilië; uiteindelijk schopte hij het tot aartsbisschop van Granada. Hij zou de illegale zoon geweest zijn van een converso-moeder en een lid van de Toledo-familie.
- Tomás de Torquemada (1420-1498) was de allereerste (brutale) hoofdinquisiteur van Isabella I van Castilië
- Diego de Deza (1444-1523) was eerst assistent en later de opvolger van Tomás de Torquemada
- Fernando de Rojas (c. 1465/73–1541), schrijver en dramaturg; auteur van de Celestina, zijn enig overgebleven werk.
- Alfonso de Zamora (1474-1544), een Spaanse Rabbijn en letterkundige. Hij publiceerde het werk Introductiones Hebraicae, met daarin een hoofdstuk gericht aan de Hebreeuwen, een open brief aan de Spaanse Joden om zich te laten dopen.
- Juan Luis Vives (1493 –1540) was een Spaanse geleerde die vrijwel zijn hele actieve leven in de Nederlanden woonde. Hij was de oudste van vijf kinderen van het echtpaar Vives, bekeerde, intellectuele joden.
- Francisco López de Villalobos (1473–1549), arts en schrijver (beschreef als een van de eersten syfilis). De status van Joodse bekeerling stelde hem voor tal van moeilijkheden, ondanks de hoge professionele positie die hij innam. Hij werd ook aangeklaagd voor de Inquisitie en gevangengezet wegens magiër met kennis van filter en vloeken, hoewel hij erin slaagde om vrij en met eer te vertrekken.
- Josef Nasi (c. 1524-1579) , een Portugese invloedrijke bankier.
- Diego Laínez (? 1512-1565) was een Spaans priester en theoloog; hij behoorde tot de eerste gezellen van Ignatius van Loyola en volgde deze na diens dood op als generale overste. Zijn joodse voorouders waren al enkele generaties eerder katholiek gedoopt.
- The wiskundige Pedro Nunes (1502-1578)[21] was tevens kosmograaf van koning Johan III van Portugal. Hij was vooral bekend om zijn nautische berekeningen. Zijn kleinkinderen werden slachtoffer van de Portugese Inquisitie.[22]
- Theresia van Ávila's (1515-1582) ouders waren tot katholieke bekering gedwongen joden. Ze werd later heilig verklaard.
- Luis de León (1527–1591), was een Spaanse dichter, theoloog, afkomstig van de vijfde generatie van conversos.
- Duarte Gómez Solís (1562?-1632) een vooraanstaand economist. Hij verbleef in zijn jeugd in het Portugese India, maar kwam in 1621 in Madrid wonen en stelde zijn ideeën te boek.[23]
- Uriel Acosta (1583/4-1640) was een Amsterdams filosoof uit Portugal. Zijn familie was joods maar had zich bekeerd tot het katholicisme. Net als Spinoza krijg hij door zijn rationalisme te maken met vervolgingen van de joode autoriteiten.
- Ludovicus Nonnius (1553-1645) is de Latijnse naam van Luis Nuňez, een Zuid-Nederlandse arts van Portugese afkomst en grondlegger van de medische dieetleer. Hij was een van de artsen van Peter Paul Rubens, die in 1627 een portret van hem schilderde.
- Pedro Teixeira (? - 1641) verschafte veel info over het oosten door zijn reisverslagen in het begin van de 17e eeuw.[24](lid van de converso-familie Teixeira de Mattos)
- Diego Teixeira (1581– 1666) vestigde zich eerst in Brazilië en rond 1613 in Antwerpen. In 1622 is hij tot Portugees consul benoemd (lid van de converso-familie Teixeira de Mattos)
- Benedictus de Spinoza (1632 – 1677) werd geboren als Baruch Spinoza en wordt beschouwd als een van de grondleggers van de verlichting. Spinoza was van sefardisch-joodse afkomst maar werd uit de Joodse gemeenschap verstoten.
- Leonora Duarte (ca.1610-1678) was een Vlaamse componiste en muzikante uit de converso-familie Duarte.[25]
- Haar zus Francisca Duarte (1595-1640) was een bekende zangeres in de Nederlanden. Ze huwde met Francisco Ferdinand du Pas (1586-1646) in 1613. Ze is enkele malen gesignaleerd in de Muiderkring rond P.Corneliszoon Hooft.
- Abraham Miguel Cardoso (c. 1626-1706), een Spaanse arts en mysticus. Hij geloofde dat Sabbatai Zevi (1626-1676) de joodse messias was.
- Martines de Pasqually (1727-1774) was een vrijmetselaar en de leermeester van Louis-Claude de Saint-Martin. Volgens sommige bronnen was hij een converso.
- Het geslacht De Pinto die sinds het midden van de 17e eeuw in Amsterdam woonde, in het zgn Huis De Pinto.
- Felix Mendelssohn-Bartholdy (1809-1847). Als kleinzoon van de filosoof Moses Mendelssohn werd Felix geboren in een vooraanstaande Joodse familie. Hij werd zonder religie opgevoed tot de leeftijd van zeven, toen hij werd gedoopt als een gereformeerde christen.
- Christian Johann Heinrich Heine (1797-1856) was een Duitse dichter van Joodse afkomst. Hij werd geboren als Harry Heine, maar liet zich in 1825 Luthers dopen onder de naam Heinrich Heine. Hij verklaarde dat zijn doop niet zozeer een religieuze daad was, maar eerder het bekomen van een toegangsticket tot de Westerse beschaving.[2]
- Artur Carlos de Barros Basto (1887-1961) , militair en schrijver, maakte er zijn missie van om de Portugese conversos op te zoeken en terug te laten keren naar het jodendom. Hiervoor gingen steeds twee artsen met hem mee om besnijdenissen uit te voeren.

## Verdere informatie

### Gerelateerde onderwerpen
- Nieuwe christen
- Oude christen
- Morisken
- Neofiti
- Cryptojodendom
- Xueta
- Inquisitie
- Sefardische joden

### Films & documentaires
- Marranos, 2012, regisseur Howard Woolf, acteurs: Jeff Bellin, Madeline Blue, Nadia Delemeny, 1h18min
- Les derniers Marranes, 1991, regisseur Frédéric Brenner en Stan Neumann, lengte: 52min, ISAN: 000000019E5E0000N000000005
- Marranos, the new Jews in Brasil, regisseur Felipe Goifman, Sérgio Bloch, Brazil, 2021

### Liedkunst
- Merck toch hoe sterck: in de eerste strofe van dit geuzenlied komt het woord maraen voor.

#### Schilderkunst
- Marranos: Secret Seder in Spain during the times of inquisition, een schilderij uit 1892, geschilderd door Moshe Maimon.